# Salzwiese

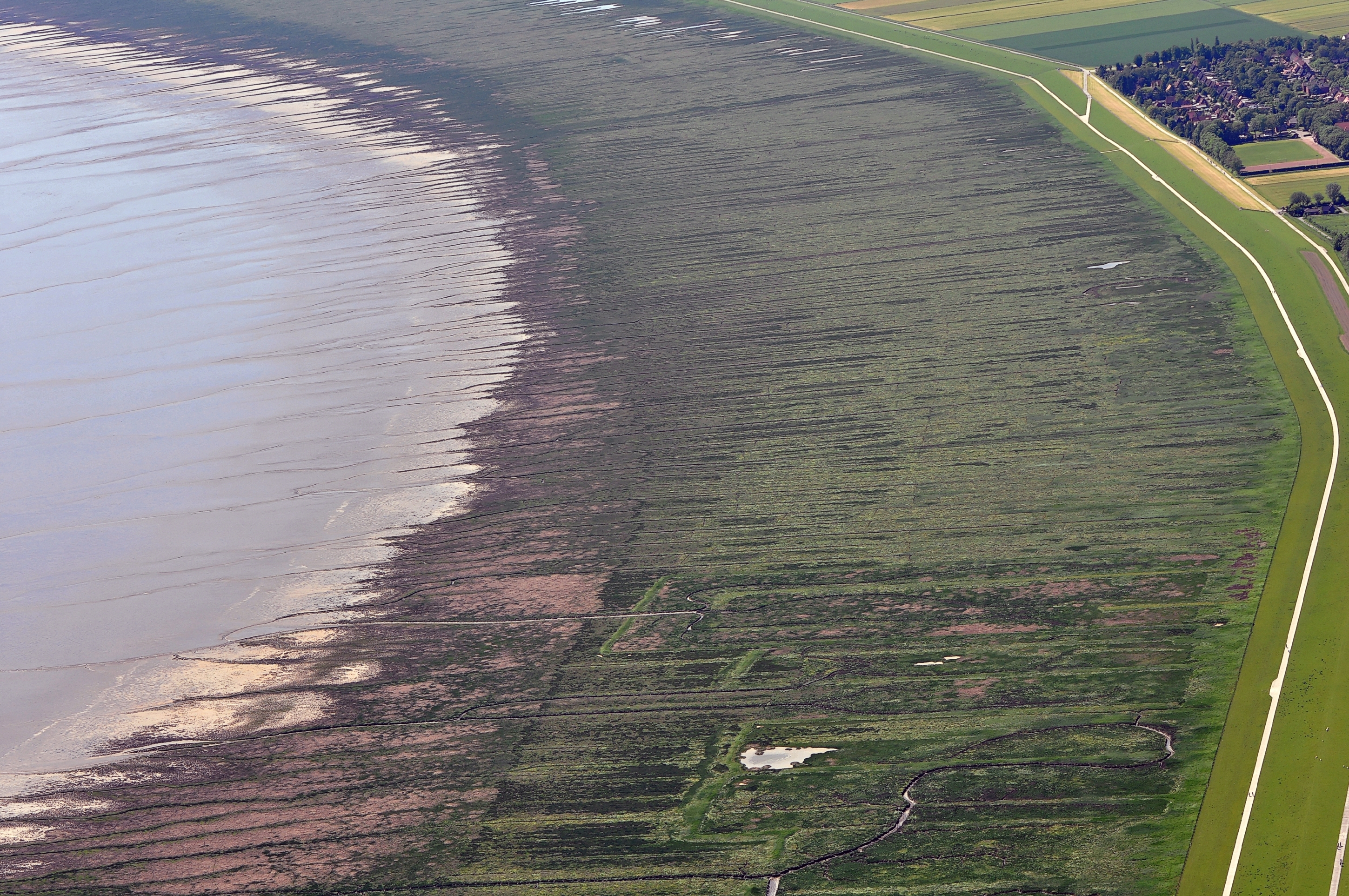
Salzwiesenstreifen im Jadebusen aus der Luft

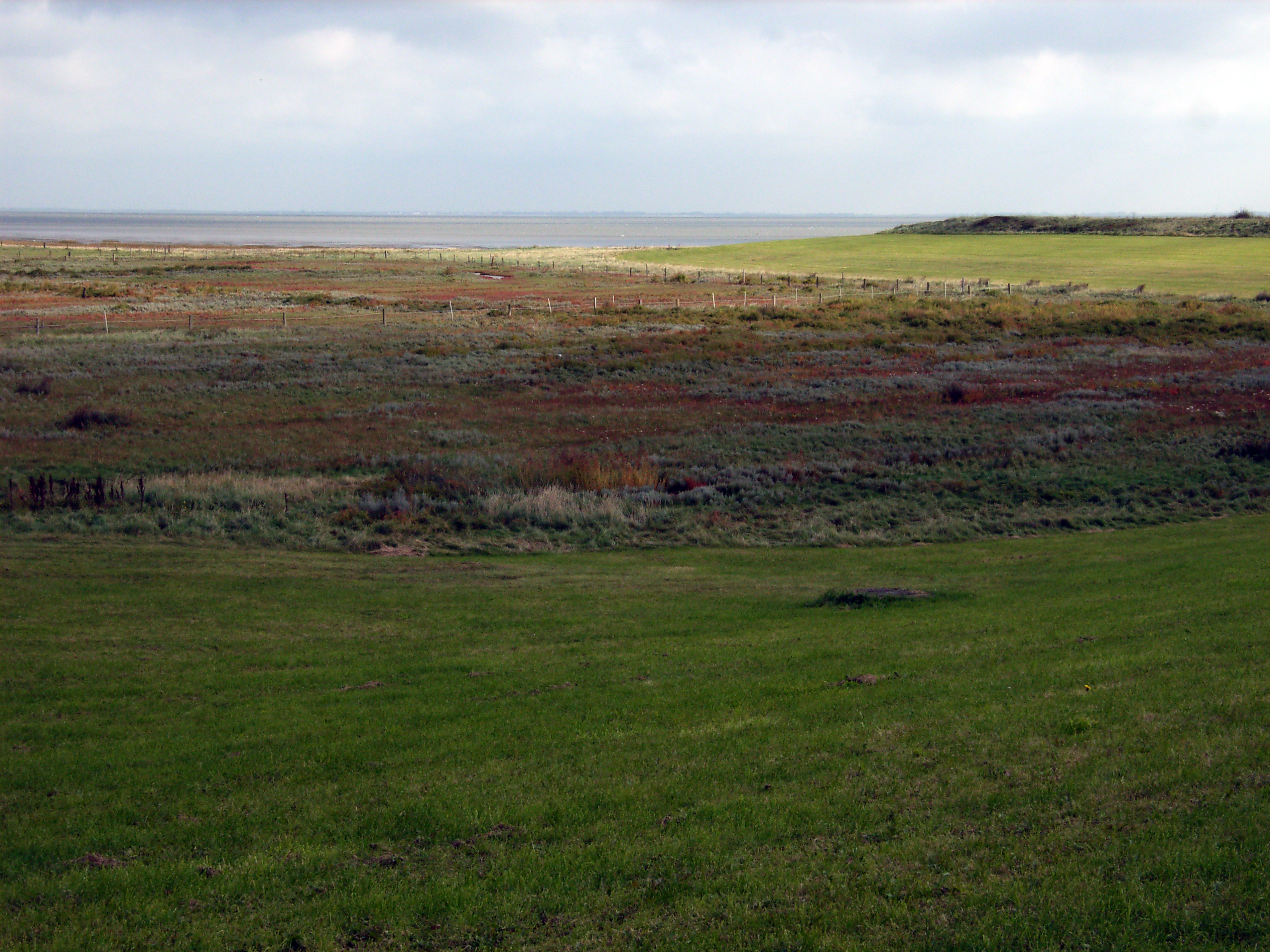
Salzwiese auf Juist (Lee-Seite) im Mittelgrund, im Vordergrund grasbewachsener Deich

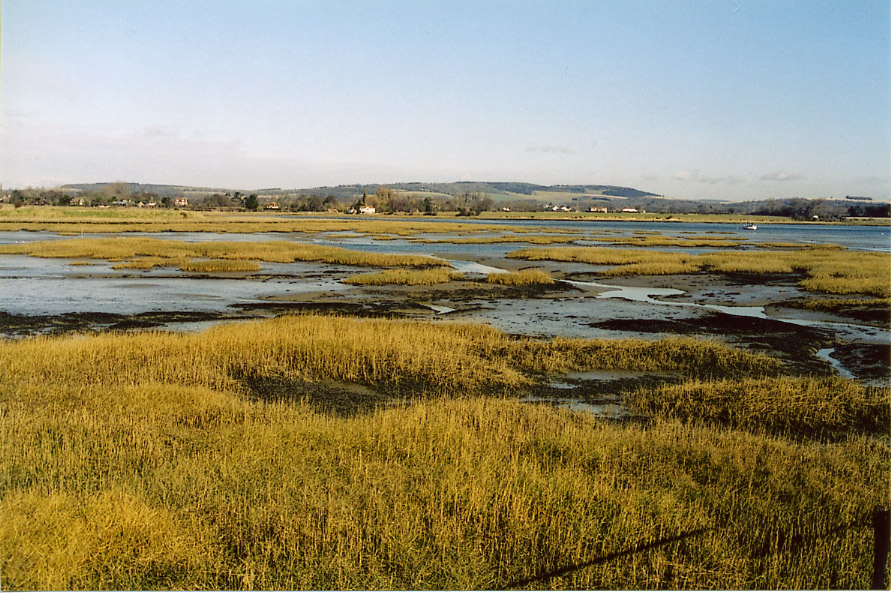
Salzwiesen an der Ostküste Englands bei Chichester

Salzwiesen, regional auch als Heller, Inge oder Groden bezeichnet, sind vom Meer periodisch oder unregelmäßig überflutete Bestände krautiger Pflanzen (Salzpflanzenvegetation). Sie bilden den natürlichen Übergang und die biologische Grenze zwischen Land und Meer auf gezeitengeprägten alluvialen Weichsubstratböden (Schwemmböden). Nach deutscher Kartieranleitung werden diese dem semiterrestrischen Bodentyp der Rohmarsch zugeordnet.
Salzwiesen oder Salzsümpfe finden sich weltweit, in der gemäßigten Klimazone an strömungsarmen Flachküsten im Bereich der mittleren Hochwasserlinien, unter tropischen Klimabedingungen bei entsprechenden geomorphologischen Voraussetzungen als Mangrovenwälder. Die artenreichen Lebensgemeinschaften aus Salzpflanzen (Halophyten) und den in Salzwiesen lebenden Tieren sind an die Überflutung und hohe Salzgehalte des Meereswassers und des Bodens in höchstem Maße angepasst.
Aber auch im Binnenland – an solchen Binnensalzstellen, an denen zutagetretendes salzhaltiges Grundwasser feuchte bis wechselfeuchte Standorte bildet – können sich Salzwiesen ausbilden (Lebensraumtyp „Salzwiesen im Binnenland“ nach FFH-Richtlinie).

## Entstehungsbedingungen
Eine Grundvoraussetzung für die Entstehung von Salzwiesen ist die regelmäßige Zuführung von Feinmaterial. Ein ausreichender Tidenhub dient der Versorgung mit Sedimenten. Die Strömung und der Einfluss von Sturmfluten dürfen nicht zu stark sein, um das angelagerte Material nicht zu erodieren. Ein Meeresboden, der nur langsam in Richtung Küste ansteigt, sowie das Absenken der Küste oder das allmähliche Ansteigen des Meeresspiegels gehören ebenso zu den Voraussetzungen, da nur dann fortwährend neue Sedimente abgelagert werden. Auch das Hinterland muss flach sein, da sonst die Zuflüsse zu große Kräfte entwickeln und Sand und Geröll herangetragen würden.

## Verbreitung

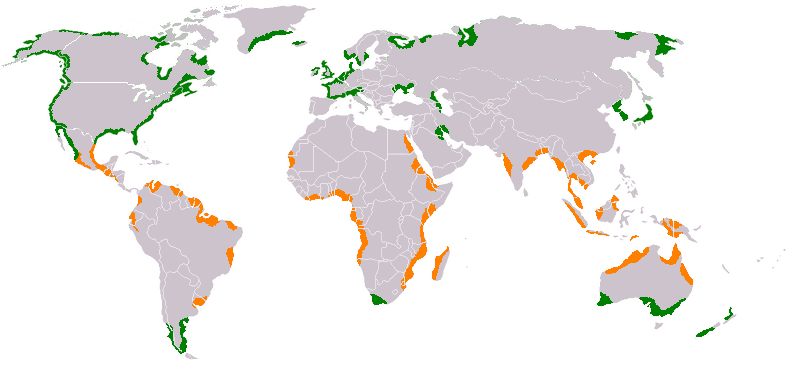
Verbreitung wichtiger Salzvegetation
Grün: Salzwiesen, Orange: Mangrovenwälder

Jeder Kontinent (mit Ausnahme von Antarktika) verfügt über flache Gezeitenküsten, die Salzwiesen und eine Vegetation mit Halophyten aufweisen. Die jeweilige Kombination von geomorphologischen Faktoren, Klima, Tier- und Pflanzenwelt macht jede dieser Salzwiesengruppen zu einem einzigartigen Lebensraum. In Europa sind sie entlang der Nord- und Ostseeküsten sowie des Atlantiks zu finden. So unterscheiden sich die Salzwiesen des Nordseeraumes von denen des Nordatlantiks. Hier sind sie die einzigen natürlichen Wiesen außerhalb von Grassteppen und der Hochgebirge. Beispiele für Salzwiesen sind auch die arktische Salzwiese, die mediterranen Salzwiesen, die Salzwiesen im pazifischen Raum (Japan, Sibirien und China) und die Salzwiesen Australiens und Tasmaniens oder die an der Ost- und Westküste Nordamerikas. Unter tropischen Bedingungen bilden sich bei ähnlichen geomorphologischen Voraussetzungen Mangroven.

## Salzwiesentypen
Salzwiesen bilden sich nur im Schutz natürlicher Barrieren, durch die die Kraft der Wellen abgemildert wird.
Folgende sechs Typen werden unterschieden:
- Lagunen-Salzwiesen: Sie entstehen in Bereichen, die beispielsweise durch Nehrungen eingeschlossen werden. Sie stehen nur noch über eine kleine Öffnung in Verbindung mit dem Meer. An der Nordseeküste sind vor allem der Jadebusen und der Dollart von Bedeutung.
- Sandsalzwiesen: Sie bilden sich im Schutz von Sandbänken oder von Dünenzügen. Die Auflandung geschieht durch Sedimentation und Sandflug. Auch größere Dünenzüge fungieren als solche Barrieren, auf deren Wattseiten sich Salzwiesen ausbilden können. Sandsalzwiesen besitzen gewöhnlich nur eine dünne Schlick- bzw. Kleiauflage. Der Untergrund ist meist sandig. Sie zeichnen sich durch eine artenreiche Vegetation aus.
- Leeseiten-Salzwiesen: Sie entstehen im Windschatten der Inseln und sind typisch für das ostfriesische und niederländische Wattenmeer. Die Inseln nehmen vor der Küste den Sturmfluten ihre Kraft und ermöglichen an der Festlandsküste die Bildung von Salzwiesen.
- Ästuar-Salzwiesen: Sie sind weltweit wahrscheinlich die häufigsten. Jedes Flussdelta der mittleren und hohen Breitengrade entwickelt Salzwiesen. Sie liegen im Schutz einer Flussbiegung oder sind durch den Schwemmkegel des Flusses geschützt. Sie unterliegen dem Einfluss des verhältnismäßig geringeren und stark schwankenden Salzgehalts des Wassers.
- Vorland-Salzwiesen: Sie entstehen durch Landgewinnungsmaßnahmen und können sich zu naturnahen Salzwiesen entwickeln. Häufig findet man sie als Vorland von Deichen der Küste des Festlands, in Buchten oder vor Marscheninseln. Ihre Vegetation ist artenärmer als die der Sandsalzwiesen.
- künstliche Salzwiesen: Sie bilden sich auf Bodenaushub, der aus Schifffahrtsrinnen ausgebaggert oder bei Küstenschutzmaßnahmen aufgespült wurde.

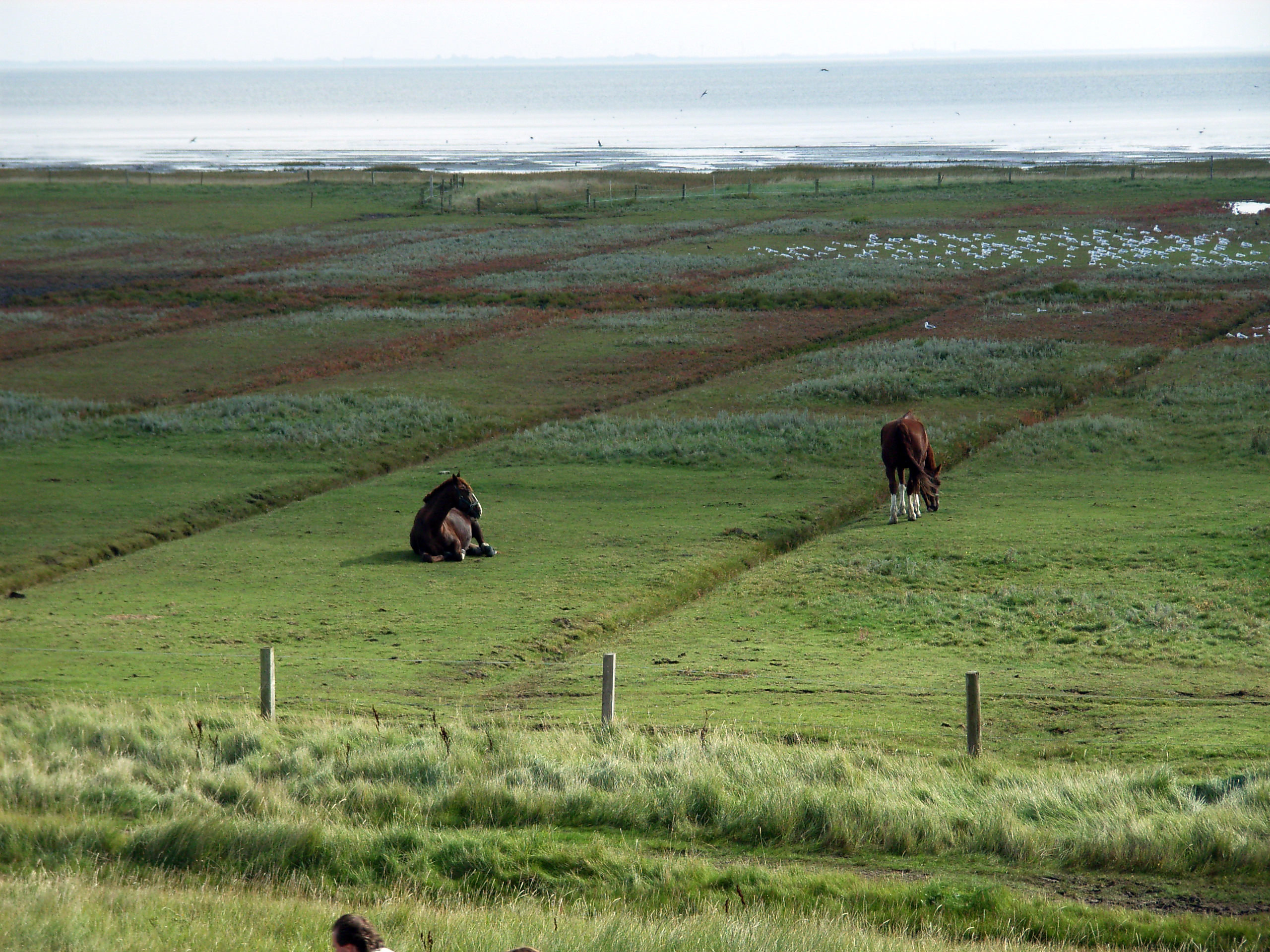
Beweidete Leeseiten-Salzwiese auf Juist: Durch künstliche Gräben (= Grüppen) entwässert mit typischer „Beetstruktur“
Salzwiesen auf Baltrum mit Entwässerungsgraben
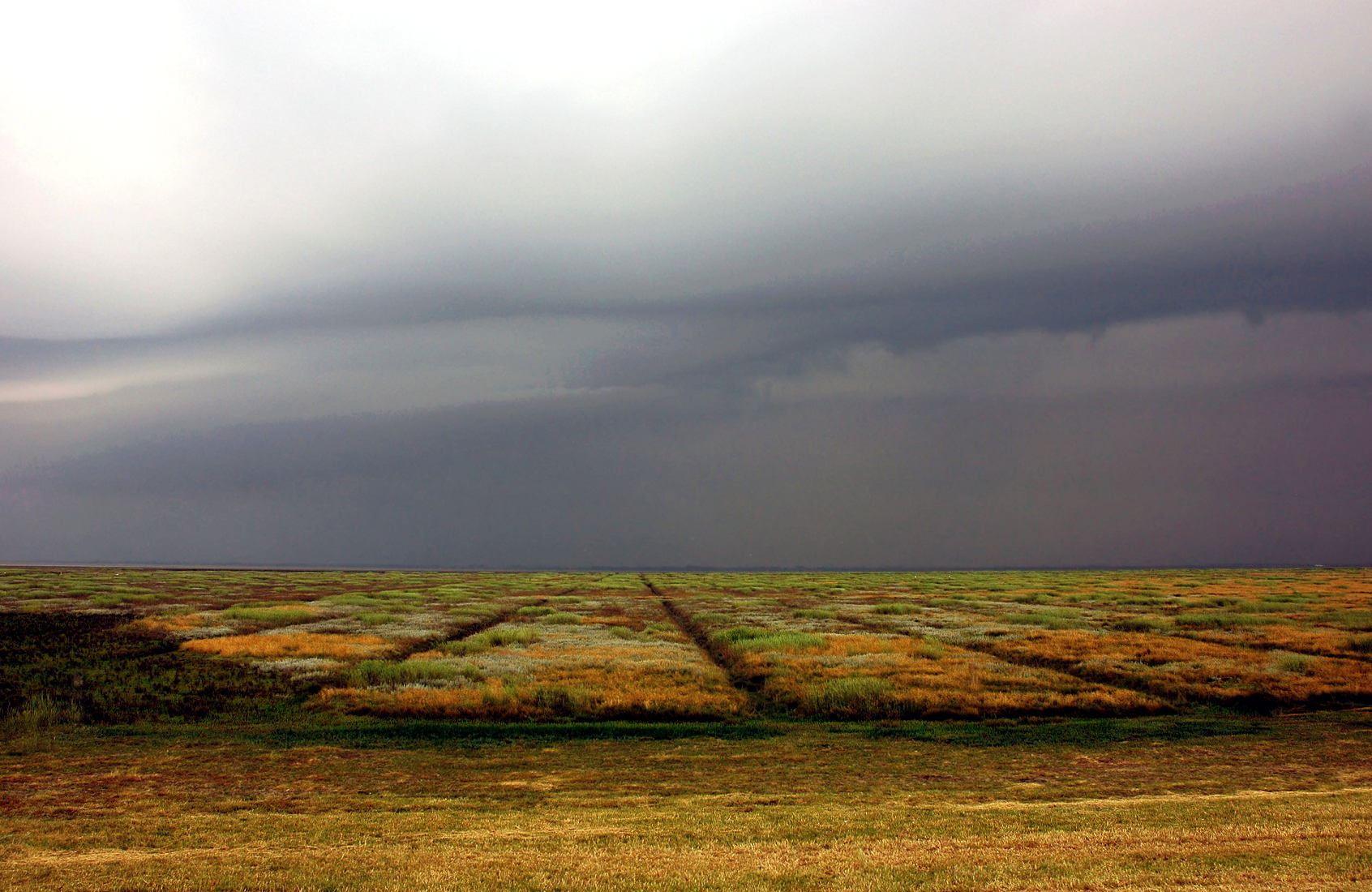
Bunte Salzwiese auf Langeoog bei Gewitter
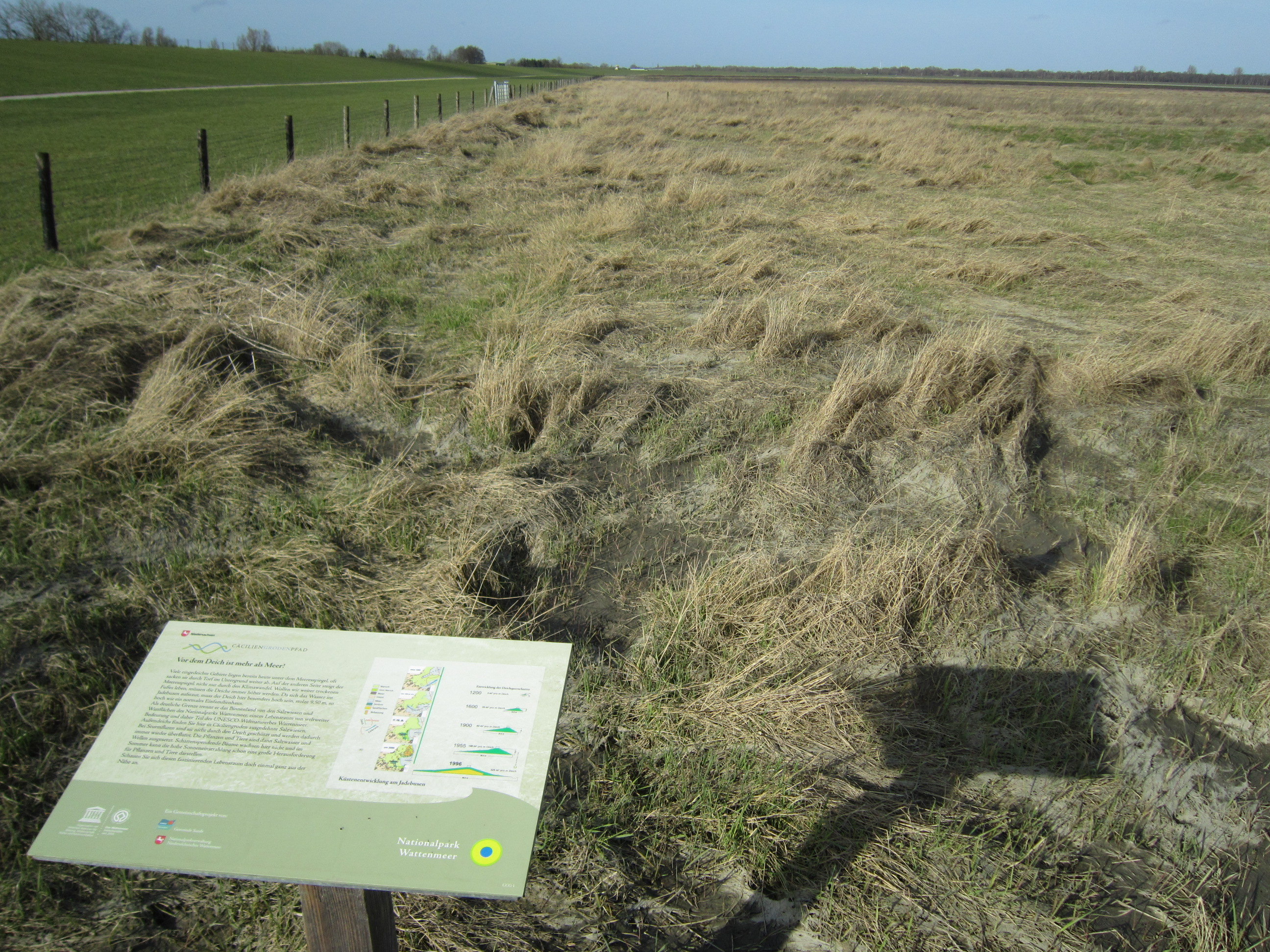
Lagunen-Salzwiese im Jadebusen vor Cäciliengroden
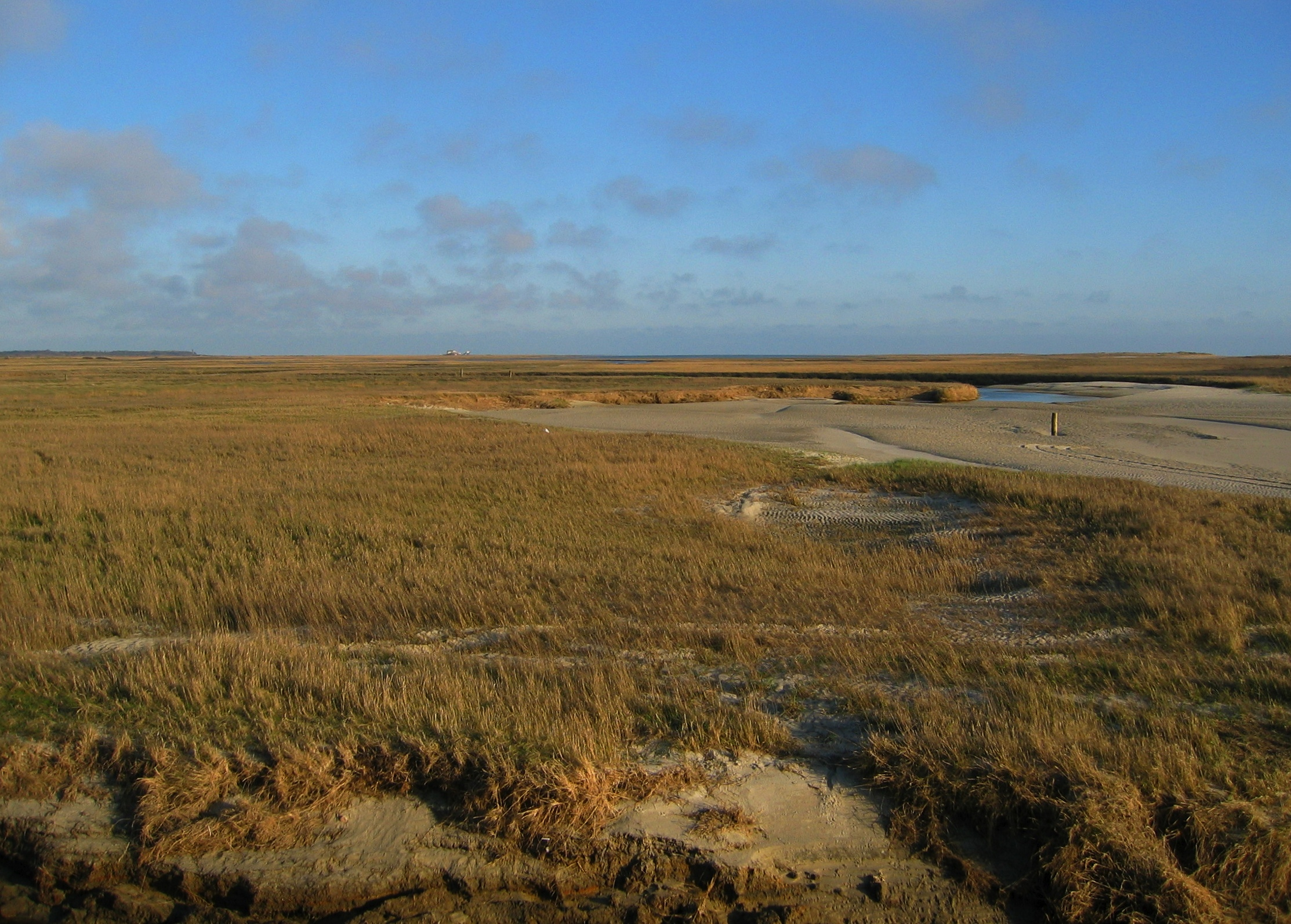
Sandsalzwiese vor Sankt Peter-Ording
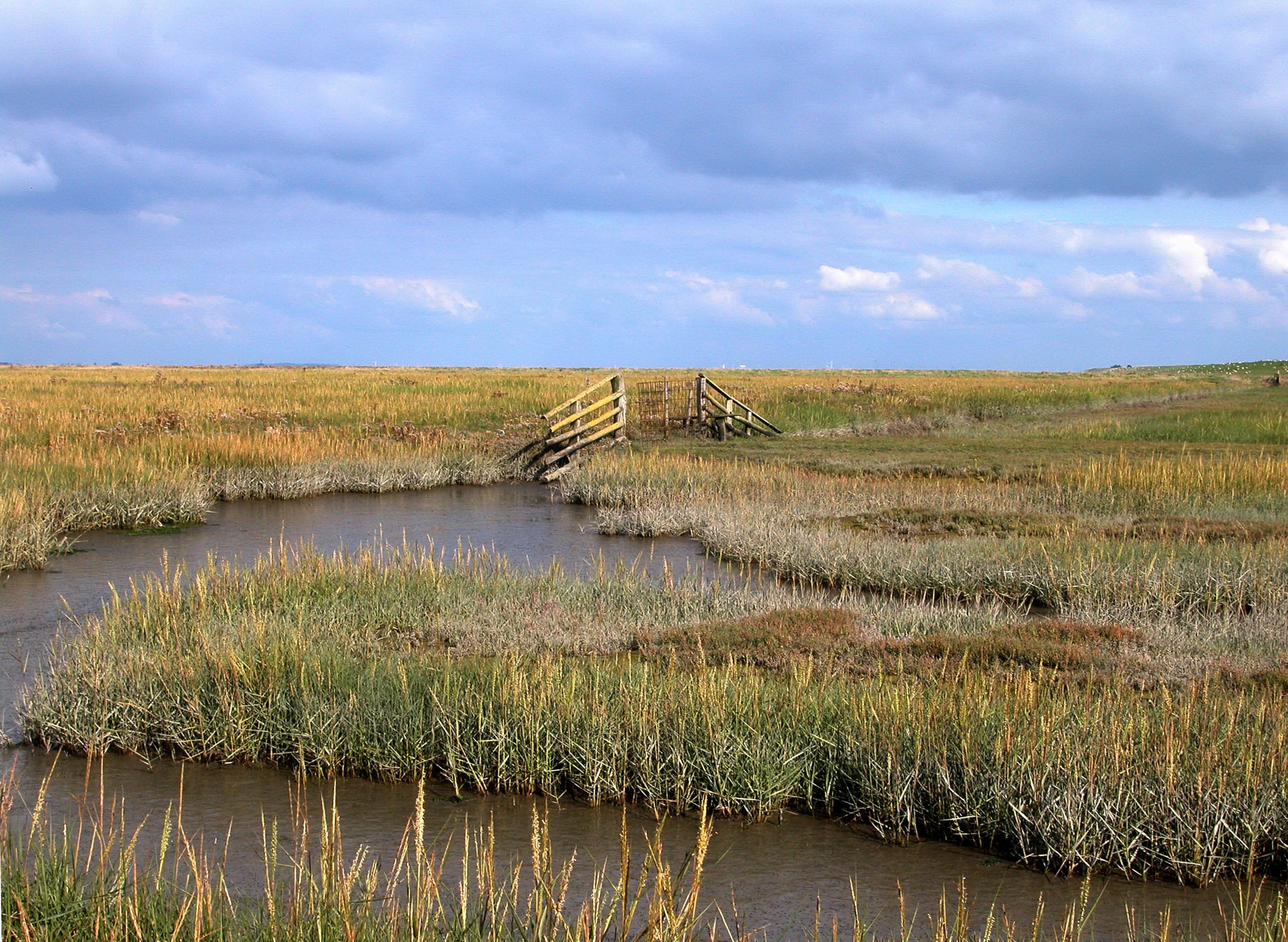
Salzwiese bei Osterhever auf Eiderstedt
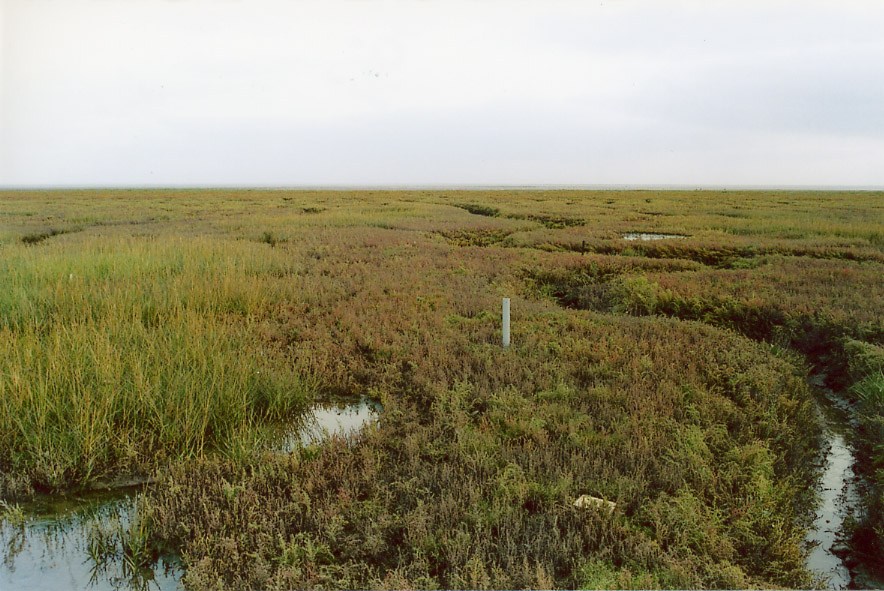
Ästuar-Salzwiese an der Ostküste Englands bei Freiston im The Wash
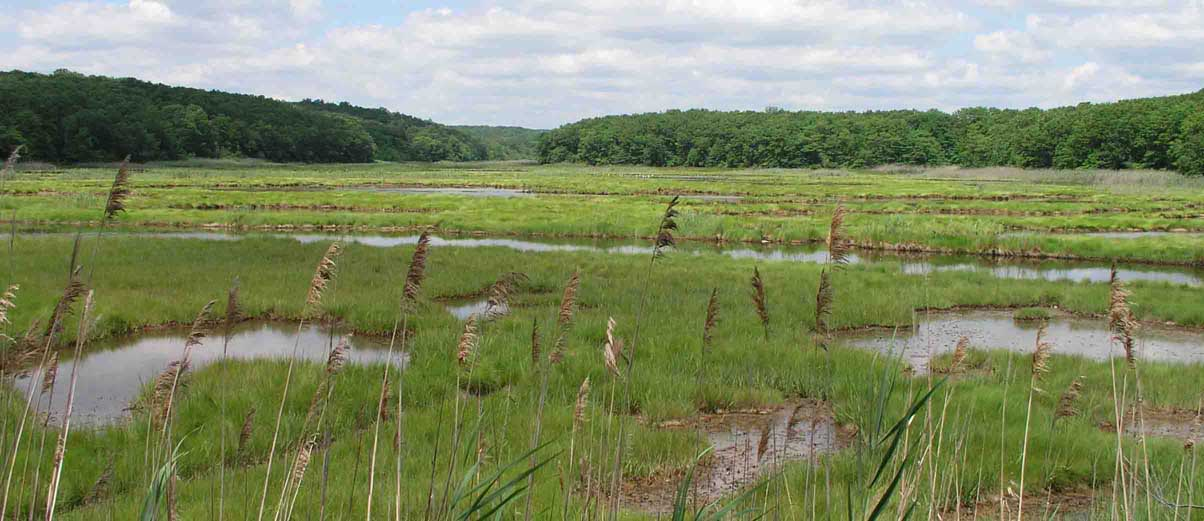
Ästuar-Salzwiese („salt-marsh“) an der Atlantikküste in Nordamerika
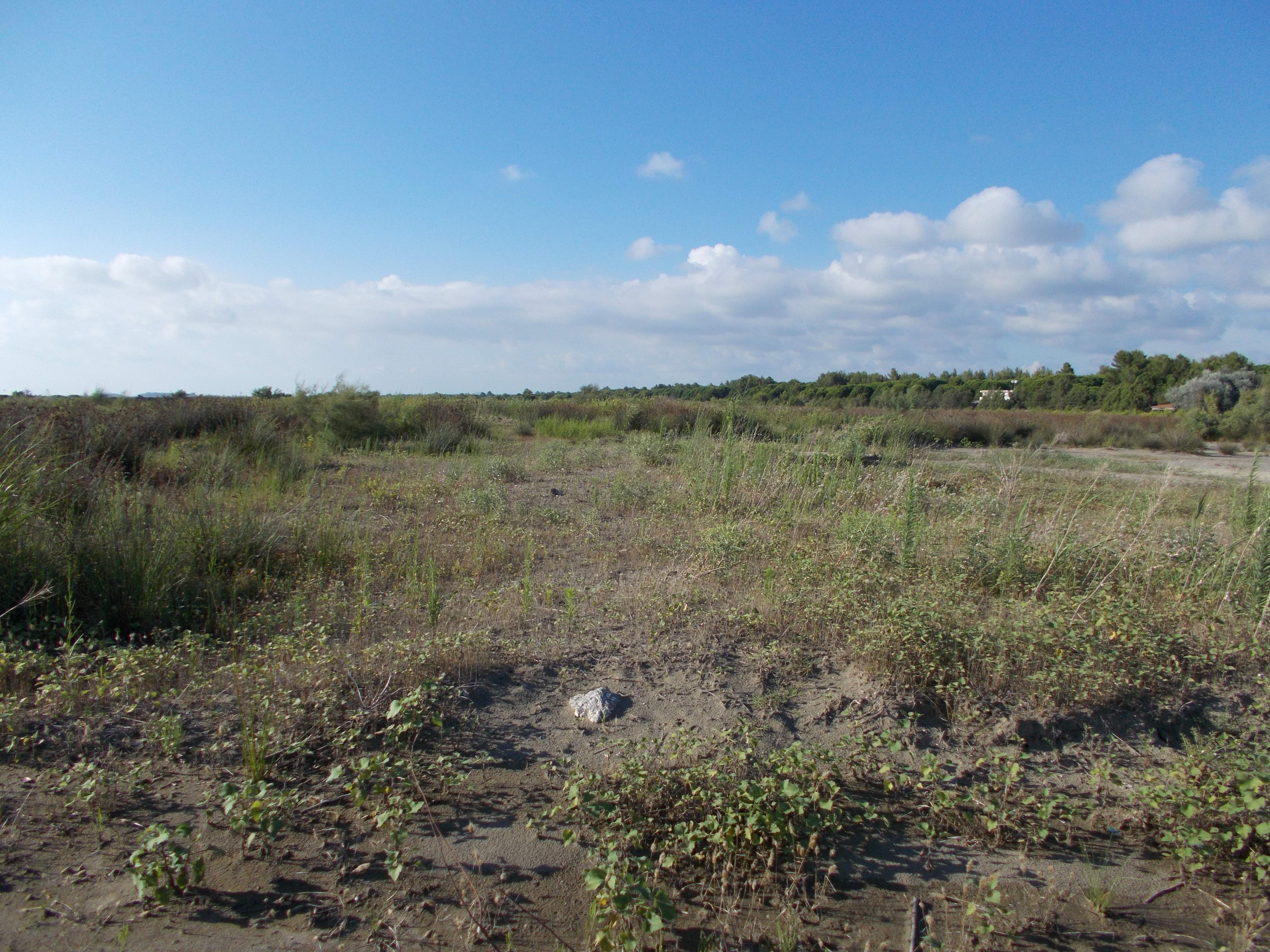
Sandsalzwiese im Nationalpark Divjaka-Karavasta, Albanien

## Salzwiesen der Nordseeküste

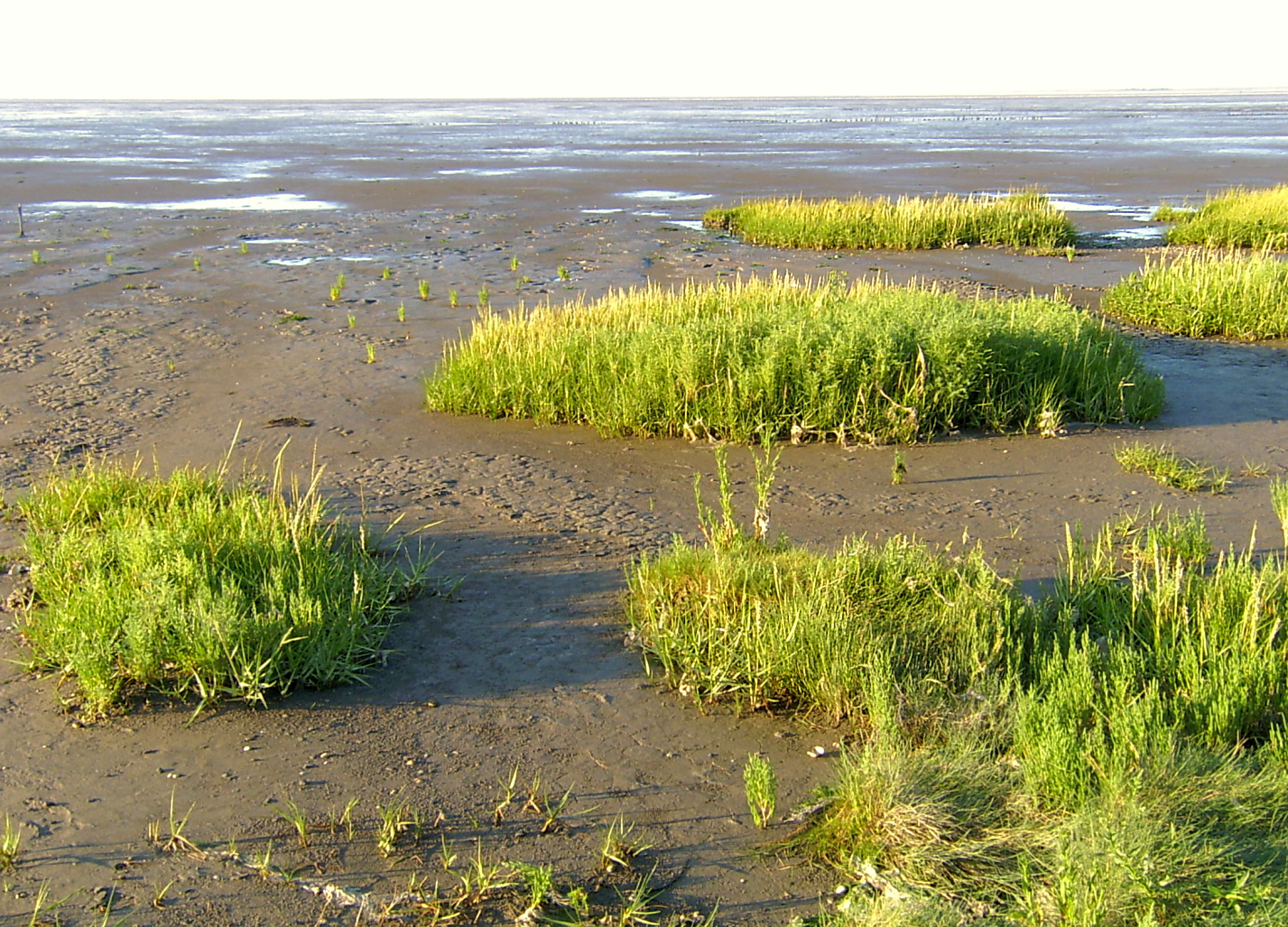
Salzwiesen bei Minsen direkt am Übergang zum Watt mit Salz-Schlickgras und Europäischem Queller

Das Wattenmeer der südlichen Nordsee erstreckt sich von der nordholländischen Insel Texel bis zur Ho-Bucht beim dänischen Esbjerg und ist mit einer Fläche von 8625 km² die weltweit größte zusammenhängende Wattlandschaft. An der Nordseeküste umfassen die Salzwiesen rund 46.000 Hektar (ha). Sie verteilen sich auf die Staaten Niederlande mit 6.550 ha, Großbritannien (Ostküste bis zum Kanal) mit 14.000 ha und Dänemark mit 7.270 ha. In Deutschland verteilen sie sich auf die Bundesländer Schleswig-Holstein mit 10.000 ha sowie Niedersachsen und Hamburg mit 8.150 ha.

### Entstehungsgeschichte
Man vermutet, dass in Europa Salzwiesenpflanzen die Eiszeiten in den südlichen Ästuaren der Loire und in der Gironde, an der Westküste Frankreichs überdauern konnten. Vor etwa 12.000 Jahren wich das Eis endgültig zurück, die Temperaturen stiegen und das Wasser der abschmelzenden Eisschilde füllte vor rund 8.500 Jahren die Nordsee. Das Meeresniveau stieg um vierzig Meter bis auf den heutigen Meeresspiegel. Dadurch wurde die Landverbindung zwischen England und dem Kontinent unterbrochen. Strömungen und Wellengang führten zur Bildung von küstenparallelen Strandwällen, die sich zu Dünen weiterentwickelten. Hinter diesen Schutzwällen bildeten sich zunächst ausgedehnte Moore. Mit weiter steigendem Meeresspiegel wurden sie teilweise überflutet und in den vergangenen 6.000 Jahren mit den Sedimenten bedeckt, die heute das Watt bilden. Die Salzwiesen der Nordseeküste konnten sich nur in Verbindung mit dem Watt ausbilden. Eine Salzwiese entsteht, indem in den höheren, nicht so häufig und lange überfluteten Bereichen Pflanzen Fuß fassen.
Der Zu- und Ablauf des Wassers erfolgt über Priele, die Watt und Salzwiesen durchziehen. 

### Zonierung der Nordsee-Salzwiesen
Für Salzwiesen sind der Strandflieder, der Strandwermut, die Strandaster und die Portulak-Keilmelde charakteristisch. In den Salzwiesen der Nordseeküste findet sich folgende Zonierung:
- Die Quellerzone (Salicornietum) liegt im Extrembereich etwa 40 Zentimeter unterhalb bis mittig der Flutlinie, das heißt der Bereich liegt bei Flut mehrere Stunden unter Wasser. Hier wachsen lückig nur zwei Blütenpflanzen: das Salz-Schlickgras und der Queller.
- Daran anschließend folgt mit dem Andelgrasrasen (Puccinellietum maritimae) in der Verlandungszone oberhalb des Flutungsbereiches der eigentliche Beginn der Salzwiese. Diese Salzwiesenzone wird noch bei jeder Springtide oder anderen leicht erhöhten Wasserständen erreicht, sodass sie etwa 100- bis 200-mal pro Jahr überflutet wird. Sie erstreckt sich bis etwa 40 Zentimeter oberhalb der mittleren Hochwasserlinie. Das Andelgras (Puccinellia maritima) zeigt die Begrenzung der Zone, in der salztolerante Arten wie die Strandsode, der Stranddreizack oder die Strandaster wachsen.
- Die Rotschwingelzone (Festucetum rubreae) liegt in der Vielfältigkeitszone, die nur noch selten vom salzhaltigen Meerwasser erreicht wird, etwa 25- bis 50-mal im Jahr. Hier nimmt die Zahl der Pflanzenarten kontinuierlich zu und wird ebenfalls durch den Salz tolerierenden Salzwiesen-Rot-Schwingel sowie verschiedene Binsenarten charakterisiert.

## Standortanpassungen

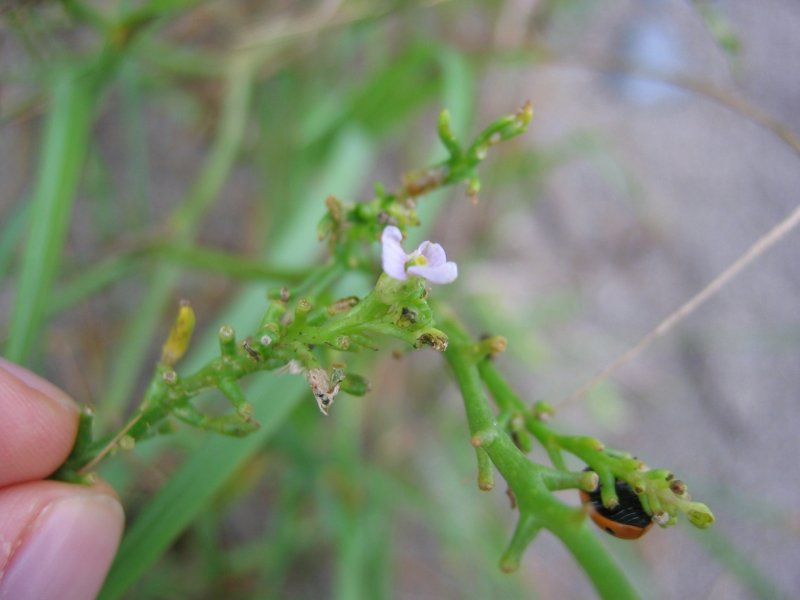
Ausgeprägte Stammsukkulenz beim Meersenf

Für Anpassungen an den Faktor Salz siehe: Salzpflanze
Außer dem prägenden Einfluss des Salzes spielen in maritimen Biotopen sowohl stark mechanische Faktoren der Überflutung, Umspülung oder mit Sandkörnern angereicherter Wind als auch Sauerstoffmangel eine wichtige Rolle. Daher besitzen verschiedene Vertreter der Salzflora im Wurzelbereich besondere Stützgewebe, die aus abgestorbenen Zellen mit extrem verdickten Zellwänden bestehen, so genannte Sklerenchymen. Für die Sauerstoffzufuhr entwickelt sich ein spezielles Luftgewebe, das Aerenchym. Lange Wurzelstöcke erweisen sich als das beste Mittel gegen fortwährende Überschüttung mit Dünensand, um sich dessen erstickender Wirkung zu entziehen. Gleichzeitig helfen zahlreiche Nebenwurzeln, den Dünensand zu befestigen und die Nährstoffe, die er besitzt, besser auszunutzen.
Während der Sturmfluten versinkt eine Salzwiese oft vollkommen im aufgewühlten Meer. Die Pflanzen müssen in diesen Momenten enormen Kräften standhalten. Strandflieder und Meerstrandbinse besitzen aus diesem Grund ein mit gestreckten Zellen aus dicken, verholzten, braunen Membranen bestehendes, hartes Gewebe. Sklerenchyme entstehen in der Entwicklungsphase (Streckungswachstum) der Pflanzen oft aus dem lebenden, elastischen Kollenchym und durchziehen den gesamten Pflanzenkörper. Sie verleihen somit eine große Festigkeit, ordnen sich allerdings, abhängig vom Pflanzentyp, in charakteristischer Weise an. In tiefgehende Ankerwurzeln der Salzpflanzen sind die Sklerenchymfasern entweder zentral oder in Einzelsträngen über den Wurzelquerschnitt verteilt, um Zugkräften standhalten zu können und ein Freispülen zu verhindern. In krautigen Stängeln sind die Fasern dagegen peripher angeordnet, da sie biegungsfest sein müssen, meistens in Form von einzelnen Strängen oder als geschlossene Zylinder.
Auch bezüglich der Blätter- und Sprossteile sind Pflanzen der Salzwiesen an die Bedingungen der Umgebung angepasst. Die stärkere mechanische Wirkung des Windes an der Seeküste bedingt eine größere Festigkeit der Sprossachse als im Binnenland. Grundsätzlich wird bei Salzpflanzen neben dem Sklerenchym eine
Sukkulenz bei Stamm und Blatt ausgeprägt, um der Trockenheit entgegenzuwirken.
Zumeist bieten die offenen Standorte zusätzlich nur wenige Schattenplätze, damit also intensiven Lichteinfall. Aufgrund dieser Tatsache gehören fast alle Repräsentanten der Salzvegetation zu den extremen Lichtpflanzen, das heißt, sie erreichen die maximale Photosyntheseleistung erst bei hohen Lichtintensitäten. Sie verfügen über kleine, harte Blätter mit dicken, mehrschichtigen Palisaden- und Schwammgeweben und einer auf den Epidermiszellen aufliegenden Cuticula. Die Grana- und Stromathylakoide, der regelmäßig um die Zellmembran angeordneten Chloroplasten, sind relativ chlorophyllarm und enthalten nur wenige Pigmentkollektive, da die Lichtfaktoren ein schnelles Erreichen des Kompensationspunkts ermöglichen.

## Ökologische Bedeutung und Klimawirkung

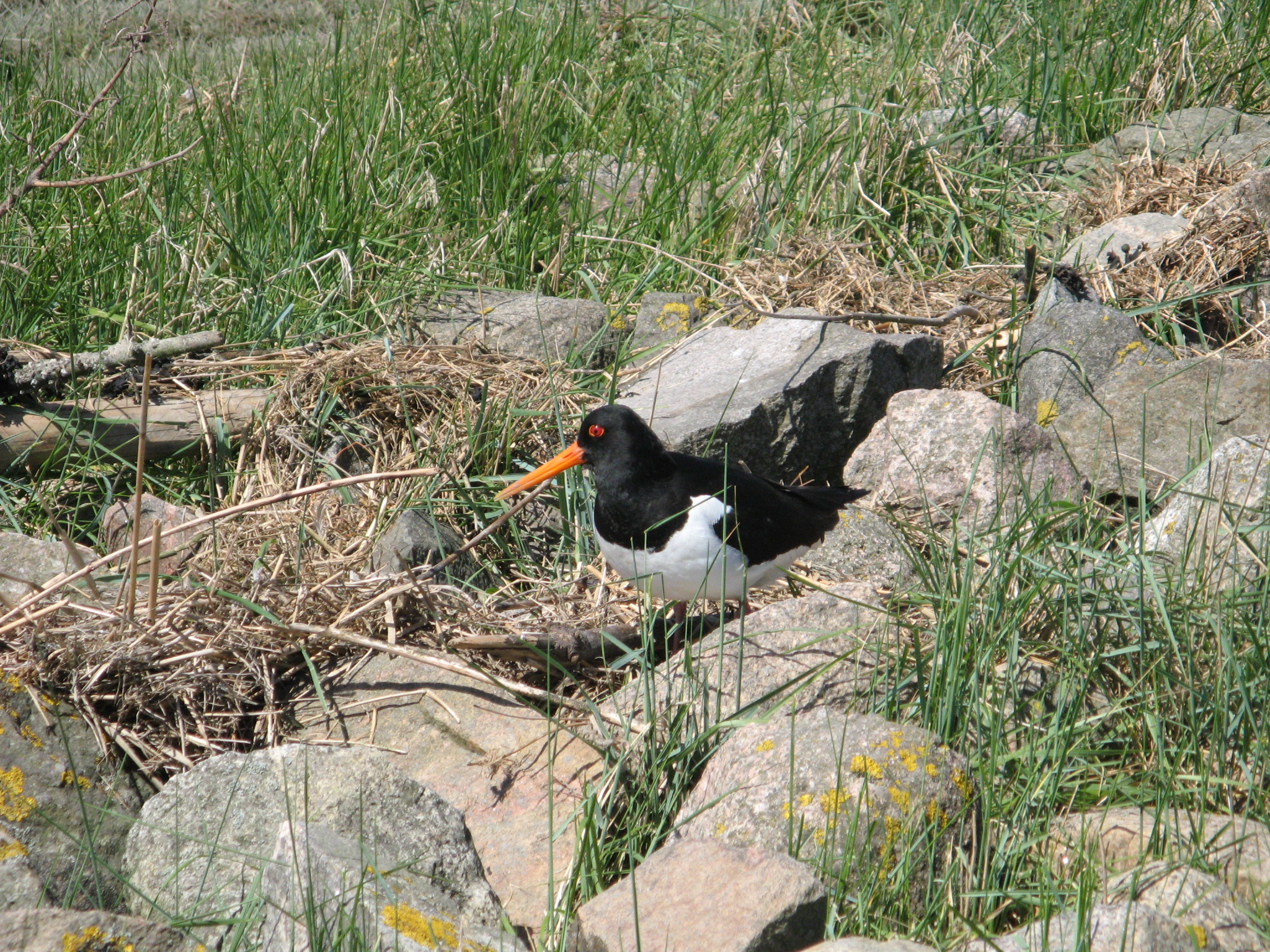
Austernfischer im Salzwiesenbereich bei Wesselburenerkoog

Salzwiesen sind Rast- und Brutgebiet für zahlreiche Vogelarten. Auch viele Insektenarten suchen Salzwiesen auf. Ein großer Teil davon benötigt die dort wachsenden Pflanzen zur Fortpflanzung. Ein Beispiel hierfür ist der Halligflieder-Spitzmaus-Rüsselkäfer, welcher in die angefressenen freiliegenden Wurzeln des Strandflieders seine Eier legt. Einige Insekten nutzen hohle Pflanzenstängel abgestorbener Pflanzen der Salzwiesen bei Überflutung als Schutzstätte. Salzwiesen sollten nicht oder nur auf zugelassenen Wegen betreten werden. In Deutschland liegen die Salzwiesen in den streng geschützten Ruhezonen der Nationalparks Hamburgisches, Schleswig-Holsteinisches oder Niedersächsisches Wattenmeer. Eine der artenreichsten und größten Binnensalzstellen Brandenburgs bilden die Luchwiesen in Storkow.

### Salzwiesen als Kohlenstoffspeicher
Salzwiesen (wie auch Seegraswiesen) sind effektive Kohlenstoffsenken, weil der hier gespeicherte Kohlenstoff dauerhaft dem Ökosystem entzogen wird. Dies geschieht, weil Salzwiesen dem Meeresspiegelanstieg langfristig folgen müssen. Salzwiesen müssen mit einer bestimmten Geschwindigkeit wachsen, sonst verschwinden sie.  Laut einer Studie von 2021 kann die Wiedervernässung von Salzwiesen in sechs Jahren so viel Kohlenstoff binden wie ein mitteleuropäischer Wald in 100 Jahren auf vergleichbarer Fläche.

## Naturschutz
Angesichts zahlreicher technischer Küstenschutzmaßnahmen sind Salzwiesen im Rahmen der Nationalparkprogramme in den letzten Jahren ein wichtiges Aufgabenfeld für den Naturschutz geworden.
Salzwiesen sind in ihrem Bestand und ihrer natürlichen Entwicklung durch verschiedene Faktoren gefährdet. So verkleinern Eindeichungen die verbliebenen Flächen. Entwässerungsmaßnahmen und Beweidung sind häufig mit einem erheblichen Eingriff in die Artenzusammensetzung der Salzwiese verbunden. Unterbleibt ein geeignetes Lenkungssystem für Touristen, sind neben Störungen der Brut- und Rastvögel Schäden der Vegetation und damit verknüpfte Erosion häufig die Folge. Die anthropogen verursachte gestiegene Nährstoffkonzentration insbesondere im Meerwasser der Nordsee führt in der Salzwiese zu einer Steigerung der Produktionsraten und geringerer Artenzahl. Arten, die ihren Vegetationszyklus schnell abschließen, werden hierdurch begünstigt. Wenn Soden den Salzwiesen entnommen werden, beispielsweise um damit die Deichdecke zu reparieren, siedelt sich – bedingt durch die entstandene Erniedrigung des Bodens- dort zunächst Vegetation eines jüngeren Sukzessionsstadiums an. Ein zum vorherigen Zustand vergleichbarer Bewuchs kann sich dort nur dann wieder entwickeln, wenn der Grad des Sedimenteintrags größer ist als in den höher gelegenen Salzwiesenbereichen. Kontinuierlicher Eintrag von Öl durch Meerwasser bewirkt langfristig das Absterben von Salzwiesenpflanzen und verhindert auch eine neue Besiedlung.